# The Tripods
The Tripods is een serie jeugdboeken geschreven door Samuel Youd on onder zijn  pseudoniem John Christopher in de jaren 60. De eerste twee boeken vormden de basis voor een gelijknamige sciencefictiontelevisieserie, gemaakt in Groot-Brittannië in de jaren 80 door de BBC.
The Tripods-trilogie met de delen The White Mountains (1967), The Tripods The City of Gold and Lead (1967) en The Tripods The Pool of Fire (1968) zijn in het Nederlands vertaald onder de afzonderlijke titels De witte bergen, De stad van goud en lood en De vuurpoel allen uitgegeven door Van Holkema & Warendorf.

## Achtergrond
De driepoot (in het Engels Tripod) zien we ook terug bij H.G. Wells. The Tripods is duidelijk gebaseerd op H.G. Wells' werk. Deze jeugdboeken van John Christopher tonen een soort alternatief einde op The War of the Worlds van H. G. Wells, waarin de driepoten hebben gewonnen en nu over de wereld heersen. Deze vorm van literatuur is ook wel bekend onder de termen post-apocalyptische fictie en Invasieliteratuur.
Youds driepoten zijn echter anders dan de driepoten in Wells’ boek. Zo komen ze niet van Mars maar van een ver weg gelegen planeet. Verder bevatten deze driepoten geen wapens, maar worden gebruikt om mensen in de macht van de aliens te houden via een “helm”, een metalen apparaat dat ieder mens vanaf het 14e jaar op het hoofd krijgt gemonteerd. Twintig jaar later schreef hij de prequel When the Tripods Came, niet in het Nederlands vertaald, waarin hij laat zien hoe de Tripods de macht overnamen. Hierin wordt ironisch gerefereerd aan de al eerder genoemde BBC-serie in de zin "Talk got round to the Trippy Show, and I noticed the difference in reactions, some saying it was lousy and others raving about it.", in het boek verwijzend naar een animatieserie op de televisie die door de Tripods werd gebruikt om mensen mentaal te manipuleren (reeds in het tweede en ook het laatste, nooit verfilmde, boek van de trilogie wordt vermeld dat de Tripods oorspronkelijk de macht overnamen door hersenspoeling via televisie-uitzendingen).
Een van de kritiekpunten op het boek was het gebrek aan vrouwelijke personages. Volgens de recensent van Woodcandy gaf de schrijver hiervoor de volgende verklaring. Het boek is volgens de schrijver een oorlogsverhaal en volgens hem zijn meisjes minder oorlogszuchtig dan jongens. Daarnaast was het zo dat in de jaren zestig meisjes wel jongensboeken lazen maar niet andersom, waardoor er geen druk van buiten was om belangrijke vrouwelijke personages op te nemen.

## Korte inhoud

### De witte bergen
De mensen waren gelukkig sinds de Driepoten de aarde beheersten. Over de oude tijden, de Zwarte Eeuw vol moorden, werd zelden gesproken, niemand zou het ooit wagen naar de ruïnes van de grote steden te gaan. Dit alles was de zegen van het stalen net, dat iedereen vanaf zijn veertiende jaar op het hoofd droeg. Een ceremonie onder de naam Helmdag waarbij je in een van de torenhoge Driepoten werd getild maakte je als kind volwassen. De grootste uitverkiezing was daarbij om als dienaar van de driepoten in hun overkoepelde stad te mogen werken. Will Parker, een van de hoofdpersonen, heeft echter zijn twijfels. Will ontmoet mensen die de kans hebben gezien ongehelmd te blijven. Deze ongehelmden denken heel anders over het geluk van de mensheid. Ze vormen een ondergrondse beweging en hebben hun hoofdkwartier in de Witte Bergen.

### De stad van goud en lood
In dit deel maakt de jonge Will Parker uit het eerste deel uit van de ondergrondse beweging van ongehelmden. De ondergrondse beweging bereidt zich voor om de mensheid te bevrijden van de reusachtige Driepoten welke sinds jaar en dag de mensheid overheersen. Diep in het geheim krijgt Will een zware training en wordt hij tezamen met enkele andere jongeren uitgezonden om de driepoten in hun overkoepelende steden te bespioneren. Ze proberen te achterhalen wat deze driepoten nu precies zijn en wat er gebeurt met de honderden uitverkoren gehelmden die in de overkoepelde steden worden opgenomen en nooit meer terugkeerden. Will en zijn vriend Fritz weten  na een moeilijke en zware tocht vol gevaren op listige wijze de stad van goud en lood binnen te komen en doen daarbij verschrikkelijke ontdekkingen.
Het goud in titel verwijst naar het overheersende goudkleur van de stad van de Meesters en het lood naar de kunstmatige zwaartekracht wat bij de menselijke slaven aanvoelt als lood.

### De vuurpoel
Een groot ruimteschip van de Meesters is onderweg om de aardse atmosfeer voor deze indringers uit het heelal geschikt te maken. Daarbij zal tevens alle menselijk leven worden vernietigd. Voor de ondergrondse beweging die de wereld van de alles overheersende ruimtemonsters wil verlossen begint de tijd te dringen. In het hoofdkwartier van de ondergrondse beweging zoekt men naarstig naar een middel om de zogenaamde Meesters uit te schakelen. Daartoe moet zo’n reptielachtig wezen gevangengenomen worden, hetgeen slechts mogelijk is door het buitmaken van een Driepoot. Will Parker weet samen met een team van specialisten deze hachelijke onderneming tot een succesvol einde te brengen. Maar hiermee is de zaak nog bij lange na niet beslecht! De strijd zal hierdoor pas goed beginnen er wacht hun nog een lange weg vol gevaren.
De titel De vuurpoel refereert aan de mysterieuze krachtbron van de steden van de Meesters welke een cruciaal element zijn bij de aanval op de eerste stad.